# Mykhaïlo Ourytsky
Mykhaïlo Iakovytch Ourytsky (en ukrainien : Михайло Якович Урицький) est un metteur en scène de théâtre de marionnettes ukrainien, professeur à l'université nationale de théâtre, de cinéma et de télévision Karpenko-Kary de Kiev.

## Biographie
De 1982 à 1988, il travailla au théâtre de marionnettes de l'université nationale des arts Ivan-Kotliarevsky de Kharkiv (en).
Il fut ensuite directeur du théâtre de marionnettes de l'université nationale de théâtre, de cinéma et de télévision Karpenko-Kary de 2006 à 2007. Il œuvra aussi pendant sept ans au théâtre de marionnettes de Crimée sous la direction de Boris Azarov.
Mykhaïlo Ourytsky est l'auteur de la publication scientifique Particularités de la perception psychologique de diverses formes du théâtre de marionnettes par les enfants d'âge préscolaire. 
Il a mis en scène divers spectacles de marionnettes, pour enfants et pour adultes, dont Oscar, une adaptation au théâtre de marionnettes du roman Oscar et la Dame rose d'Éric-Emmanuel Schmitt